# Resistencia

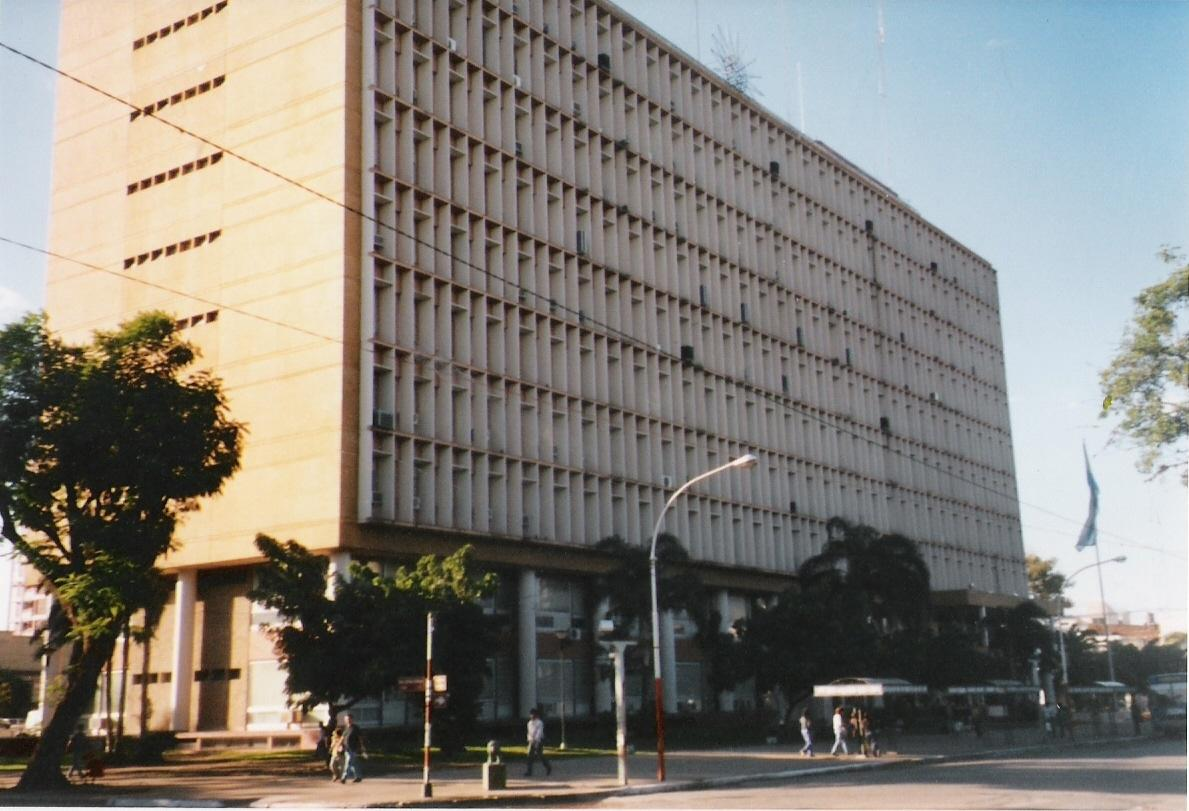
Casa de Gobierno, der Regierungssitz der Provinz Chaco

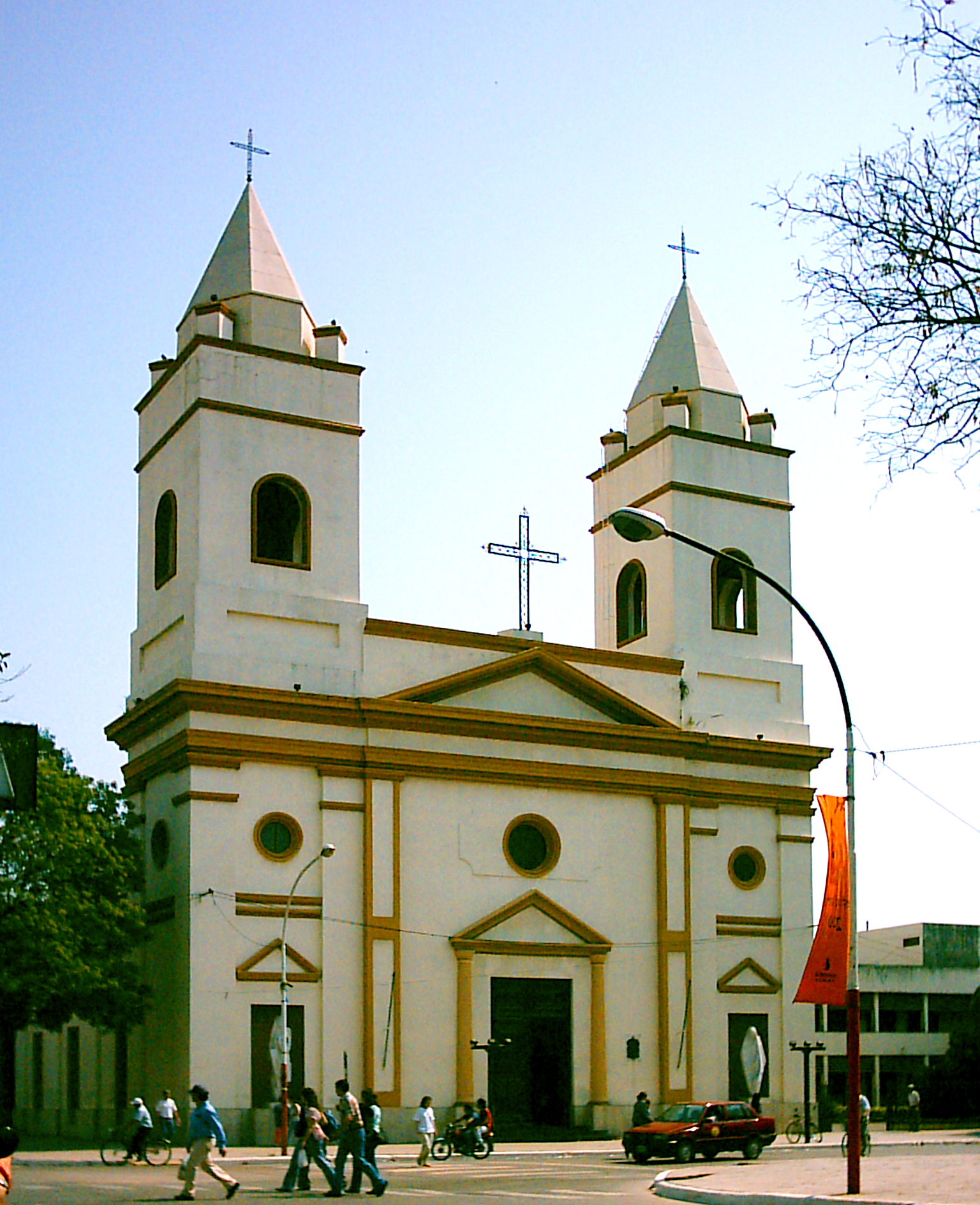
Kathedrale von Resistencia

Resistencia ist die Hauptstadt der Provinz Chaco im nordöstlichen Argentinien. Die Stadt hat heute mitsamt ihren zahlreichen Vororten etwa 350.000 Einwohner. Resistencia ist Sitz einer römisch-katholischen Erzdiözese mit den Suffraganbistümern Formosa und San Roque de Presidencia Roque Sáenz Peña.

## Lage und Klima
Resistencia liegt auf dem Westufer eines Nebenarms des Río Paraná direkt gegenüber der Stadt Corrientes, mit der sie seit 1973 durch die Puente General Manuel Belgrano verbunden ist. Die Umgebung gehört landschaftlich zur Ebene des Gran Chaco. Das Klima ist subtropisch, im Sommer ist es sehr heiß.

## Geschichte
Im Jahr 1876 wurde die Stadt als Kolonie im damals kaum bewohnten Nationalterritorium Chaco gegründet. Trotz Angriffen der Indianer siedelten sich schon kurz danach vornehmlich italienische, deutsche und polnische Siedler hier an. 1885 wurde Resistencia zur Hauptstadt des Chaco ernannt. Doch erst 1914 begann eine konstante Phase des Wachstums mit der Ankunft von zahlreichen Einwanderern aus Europa, so dass die Stadt ein modernes Bild aufweist.

## Wirtschaft und Infrastruktur
Die Stadt ist sowohl als Industrie- und Handelszentrum als auch als Verwaltungsmetropole von Bedeutung. Der Hafen von Barranqueras ist wegen der fehlenden Hochseetauglichkeit des Paraná an dieser Stelle nur für die Flussschifffahrt von Bedeutung. Der Flughafen Resistencia bietet nationale Flugverbindungen.
Resistencia ist außer Buenos Aires die einzige Stadt in Argentinien, die ein System von Vorortzügen besitzt. Diese werden durch die von der Provinz Chaco abhängige Firma SEFECHA betrieben.

## Kultur
In der zweiten Hälfte des 20. Jahrhunderts wurde die Aufstellung von Skulpturen namhafter Künstler im Stadtgebiet gefördert, so dass die Stadt heute beinahe wie ein Freilichtmuseum wirkt und den Beinamen Ciudad de las Esculturas trägt. Ebenfalls von Bedeutung ist das Kunsthandwerk, das im so genannten Barrio Toba, einem von Toba-Indianern bewohnten Stadtviertel, von einer Genossenschaft hergestellt wird.

## Städtepartnerschaften
- Udine, Italien, seit 1993
- Trient, Italien, seit 2002
- Asunción, Paraguay, seit 2006
- São Vicente, Brasilien, seit 2006

## Söhne und Töchter der Stadt
- Oscar Alemán (1909–1980), Jazz-Gitarrist
- Héctor Freschi (1909–1993), Fußballspieler
- Emilio Ambasz (* 1943), bekannter Designer und Architekt
- Fabián Antúnez (* 1969), römisch-katholischer Ordensgeistlicher und Bischof von San José de Mayo in Uruguay
- Florencia de la V (Roberto Carlos Trinidad) (* 1976), Schauspieler und Travestie-Künstler
- Mempo Giardinelli (* 1947), Schriftsteller und Journalist
- Cristian Maidana (* 1987), Fußballspieler
- Gabriela Stellino (* 1963), Malerin und Bildhauerin
- Agustín Torassa (* 1988), Fußballspieler
- Emilia Peredo Aguirre (* 1996), Balletttänzerin und Mitglied der Compagnie der Deutschen Oper am Rhein (Düsseldorf/Duisburg)[1]
- Claudio Echeverri (* 2006), Fußballspieler